# Франц Шмит
Франц Шмит (на немски: Franz Schmidt) е австрийски композитор.

## Оценка
Франц Шмид е един от композиторите на австрийския късен романтизъм, а музиката му се характеризира с характерен музикален език с тънка хармонизация.

## Почит
Франц Шмид е погребан в Парцела на заслужилите във Виенското централно гробище (група 32 C, номер 16).
През 1956 г. улицата пред дома му в Перхтолдсдорф е кръстена на него, а на къщата е поставена възпоминателна плоча.
През 1985 г. новият орган в енорийската църква Перхтолдсдорф е кръстен на него.
През 2001 г. паркът „Ернст Кренек“ във Виена-Хайцжинг е преименуван на парк „Франц-Шмид“, а през 2005 г. там е поставен негов бюст-паметник.
|  | Тази страница частично или изцяло представлява превод на страницата Franz Schmidt в Уикипедия на немски. Оригиналният текст, както и този превод, са защитени от Лиценза „Криейтив Комънс – Признание – Споделяне на споделеното“, а за съдържание, създадено преди юни 2009 година – от Лиценза за свободна документация на ГНУ. Прегледайте историята на редакциите на оригиналната страница, както и на преводната страница, за да видите списъка на съавторите. ВАЖНО: Този шаблон се отнася единствено до авторските права върху съдържанието на статията. Добавянето му не отменя изискването да се посочват конкретни източници на твърденията, които да бъдат благонадеждни. |